# Simbabwe-Rhodesien
Die Republik Simbabwe-Rhodesien bestand vom 1. Juni bis 12. Dezember 1979. Sie war international ebenso wie ihr Vorgängerstaat, die Republik Rhodesien, nicht anerkannt. Offiziell hatte die britische Kolonie Südrhodesien nicht aufgehört zu existieren.

## Geschichte
Der Bildung einer neuen multiethnischen Regierung in dieser Republik ging eine Parlamentswahl voraus, die aus zwei Wahlgängen bestand. Die weißen Wähler gaben am 10. April in zwanzig Wahlkreisen ihre Wahlstimmen ab und die schwarzen Wähler votierten zwischen dem 17. und 21. April 1979. Im Verlaufe dieser Wahlen befanden sich Wahlbeobachter aus 70 Staaten und über 250 ausländische Journalisten im Land. Von den verfügbaren Parlamentssitzen fielen auf
- für Mandatssitze der Weißen: in allen deren 20 Wahlkreise gewann die Rhodesian Front (Ian Smith), weitere 8 Sitze gewann die RF zu einem späteren Zeitpunkt.
- für Mandatssitze der Schwarzen: 72 Parlamentssitze für Kandidaten verschiedener politischer Parteien.
  - 51 für das UANC (Abel Muzorewa)
  - 12 für ZANU (Ndabaningi Sithole)
  - 9 für die UNFP (Kayisa Ndiweni).

Kandidaten der NDU und ZUPO erlangten keine Parlamentsmandate. Die offiziell bekanntgegebene Wahlbeteiligung lag bei 63,9 Prozent. Die neue Verfassung trat am 1. Juni in Kraft. Für den Zeitraum der Wahl waren Mitglieder der ZAPU und solche der ZANU mit dauerhaften Aufenthalt im Ausland von einer Beteiligung ausgeschlossen.
Ein Wahlkollegium (englisch electoral college) aus Mitgliedern des Houses of Parliament wählte Josia Zion Gumede (aus der Bevölkerungsgruppe Ndebele) zum Präsidenten. Die Regierung wurde von 20 Personen gebildet (UANC: 11, RF: 5, ZANU: 2, UNFP: 2). Zu den Geschäftsbereichen gehörten u. a.:
- Premierminister: Abel Muzorewa
- Stellvertretender Premierminister: Silas Mundawarara
- Minister of Law and Order: Francis Zindoga
- Minister of Foreign Affairs: David Mukome
- Minister of Finance: David Smith.

Der Generalleutnant Peter Walls blieb auch weiterhin in der Funktion des Commander of Combined Operations (deutsch etwa: „Befehlshaber der verbundenen Aktivitäten“).
Gemeinsam mit dem ehemaligen Premier der Republik Südrhodesien, Ian Smith, der nun als Minister ohne Geschäftsbereich diente, bildete Muzorewa eine kurzlebige Regierung, der sowohl weiße als auch schwarze Afrikaner angehörten.
Durch das Lancaster-House-Abkommen wurde die Kontrolle über das Land zur Vorbereitung auf die Wahlen im Frühjahr 1980 an Großbritannien zurückgegeben. So lautete der Landesname erneut Südrhodesien. Südrhodesien war vom 12. Dezember 1979 bis 17. April 1980 britische Kronkolonie und wurde als Republik Simbabwe am 18. April 1980 in die Unabhängigkeit entlassen.